# Pomatoceros triqueter
Pomatoceros triqueter är en ringmaskart som först beskrevs av Carl von Linné 1758.  Pomatoceros triqueter ingår i släktet Pomatoceros och familjen Serpulidae. Arten är reproducerande i Sverige. Inga underarter finns listade i Catalogue of Life.